# Skottlands herrlandslag i ishockey
Skottlands herrlandslag i ishockey representerar Skottland i ishockey på herrsidan och kontrolleras av Skottlands ishockeyförbund. Laget har endast spelat träningslandskamper, främst mot England, i tävlingsmatcher har det i stället handlat om ett brittiskt lag.

## Historik
Laget spelade sin första match den 26 mars 1909, då man föll med 1-11 mot England i London. Året därpå hade skottarna skaffat sig ishockeyklubbor i stället för de bandyklubbor som tidigare användes. och vann med 6-1.

### Fotnoter
1. ↑  ”National Teams of Ice Hockey”. Arkiverad från originalet den 12 november 2011. https://web.archive.org/web/20111112133643/http://www.nationalteamsoficehockey.com/uploads/Scotland_All_Time_Results.pdf. Läst 29 augusti 2011.
2. ↑  Gustafsson, Stig. Bollsportens först och störst. Forum